# Галатищка художествена школа
Галатищката художествена школа (на гръцки: Γαλατσάνικη, Γαλατζάνικη σχολή, Σχολή των Γαλατσιάνων) е художествена школа от XIX век, която възниква и се развива в халкидическото градче Галатища. Иконописци от градчето изписват много църкви на Халкидики. Оцелели фрески от галатищките зографи има в параклиса „Св. св. Кирик и Юлита“ по пътя за манастира „Света Анастасия Узорешителница“, датирани 1830 г. Галатищките зографи са известни като галатзяни (γαλατζιάνοι) по алтернативната форма на името на градчето Галадзища (Γαλατζίστα). Творбите на школата са определяни като последната съпротива на византийското изкуство пред настъплението на ренесансовото.
Осователят на школата е Макарий Галатищки. Галатищките майстори първоначално са повлияни от западномакедонските и епирски зографи, като по-късно формират самостоятелен стил, наречен атонски, видим в стенописите на трапезарията на Ватопед от 1786 г. Основните естетически принципи на стила им са ярки цветове на тъмен фон и еднни повърхности. Формите обикновено са проектирани с фиксирани линии. Зографите въвеждат елементи от ежедневието като модерни дрехи, барокови мотиви, декоративни архитектурни елементи. При рисуването на съвременници възпроизвеждат техните физически характеристики. Също така при рисуване на сцени извън стандартната иконография се движат по-свободно и да демонстрират творчество.
Ученици на племенниците на Макарий са Григорий Константи от Варвара, Георгиос Пладас от Галатища и Вениамин Кондракис от Пилион (? – ок. 1885).
- „Архангели“, икона на представител на Галатищката школа
- „Достойно ест“, Вениамин Кондракис от Пилион (? – ок. 1885), 1872 г.
- „Свети Доротей“, стенопис в притвора на „Свети Николай“ във Ватопед, 1802 г.